# Juin 1773

## Événements
- 7 juin (27 mai du calendrier julien), guerre russo-turque : victoire des Russes du général Weissmann d'Alexandre Souvorov sur les Turcs à Karasou en Bulgarie[1].
- 13 juin, Espagne : le comte d’Aranda quitte ses fonctions de président du conseil de Castille sous l’influence du haut clergé pour devenir ambassadeur à Paris[2].
- 21 juin : le Regulating Act prend force de loi[3]. Il place les acquisitions indiennes sous l’autorité du parlement britannique. Calcutta devient la capitale des Indes britanniques[4].
- 21 - 27 juin : les troupes russes de Piotr Alexandrovitch Rumyantsev passent le Danube[5]..

## Naissances
- 25 juin : Charles Boulanger de Boisfrémont, peintre français († 5 mars 1838).